# Plesiobasis
Plesiobasis là một chi bọ cánh cứng.

## Loài (9)
- Plesiobasis brunneovarius Frieser, 1992
- Plesiobasis centralis Wolfrum, 1959
- Plesiobasis charax Jordan, 1939
- Plesiobasis dorsalis Kuschel, 1998
- Plesiobasis externa Wolfrum, 1959
- Plesiobasis grallina Jordan, 1939
- Plesiobasis monera Jordan, 1939
- Plesiobasis multiguttatus Frieser, 1992
- Plesiobasis phelos Jordan, 1939